# Nikolaj Lobatjevskij
Nikolaj Ivanovitj Lobatjevskij (russisk: Николай Иванович Лобачевский ; født 1. december 1792, død 24. februar 1856) var en russisk matematiker, som regnes for at være faderen til ikke-euklidisk geometri. Han blev født i Nisjnij Novgorod i 1792. Da hans fader døde i 1800, flyttede han med moderen til Kasan, hvor Lobatjevskij kom på gymnasiet og senere på Kasans universitet. Her studerede han fysik og matematik. Han blev senere ansat på universitetet og blev professor i 1822 i matematik, fysik og astronomi. Han var ansat på universitetet indtil 1846, hvor han måtte stoppe pga. svigtende helbred.
Lobatjevskij blev i 1832 gift med Varvara Aleksejevna Moisejeva. Ifølge en af sønnerne fik de sammen 18 børn, hvoraf de 17 overlevede barndommen.

## I fiktion
Lobatjevskij er centrum i en sang af den amerikanske matematiker, humorist og sanger-sangskriver Tom Lehrer. I "Lobachevsky" fra Songs by Tom Lehrer beskriver Lehrer en russisk matematiker, der synger om, hvordan Lobatjevskij har haft betydning for ham: "And who made me a big success / and brought me wealth and fame? / Nikolai Ivanovich Lobachevsky is his name." I sangen beskrives det, at Lobatjevskijs hemmelighed til succes er "Plagiarize!" (Plagiér), hvis bare man forklæder det som "research" (forskning). Det kunne lyde, som om Lehrer forsøger at tilsmudse Lobatjevskijs navn, men han har sagt, at valget af navn udelukkende skyldes lydene i navnet.